# Ljubuški
Ljubuški ([ˈʎubuʃki])in latino: Lubussa) è un comune della Federazione di Bosnia ed Erzegovina situato nel cantone dell'Erzegovina Occidentale con 29.521 abitanti al censimento 2013.
Nel Seicento e nel Settecento la città era una fortezza ottomana contro i Veneziani. Le rovine del castello sono ancora visibili sulla montagna Buturovica.
Nel 2019 è stato riconosciuto come 
città.

## Geografia fisica

### Ubicazione
Ljubuški si trova in Erzegovina occidentale, al confine con la Croazia. Le comunità vicini sono Čapljina nel sud, Čitluk nel est, Grude e Široki Brijeg nel nord, e sul versante croato nel ovest ci sono Metković e Vrgorac. Le più vicine grandi città sono Mostar (36 km a est) e Spalato (120 km in direzione nord-ovest), mentre la distanza dalla capitale Sarajevo è di 170 km.
In passato la città era un centro amministrativo nella parte occidentale della Erzegovina. Questo stato la comunità ha perso la metà degli anni 1990 a causa del disegno di nuovi confini nel cantone della Federazione di Bosnia ed Erzegovina sulla comunità di Široki Brijeg.
Il comune di Ljubuški ha una superficie di 292,7 km² e l'area urbana si estende dalla montagna Buturovica in una valle nel sud-ovest in esso. Ma questa occupa solo una piccola parte del territorio comunale, perché oltre la città ci sono ancora 34 villaggi situati nella comune: Bijača, Cerno, Crnopod, Crveni Grm, Dole, Grab, Grabovnik, Gradska, Greda, Grljevići, Hardomilje, Hrašljani, Humac, Kašče, Klobuk, Lipno, Lisice, Miletina, Mostarska Vrata, Orahovlje, Otok, Pregrađe, Proboj, Prolog, Radišići, Stubica, Studenci, Šipovača, Teskera, Vašarovići, Veljaci, Vitina, Vojnići e Zvirići.

### Paesaggio
Ljubuški fa parte del pittoresco territorio di Erzegovina collinare e montuoso, caratterizzato da indagini carsici e ampie pianure fertili. Tuttavia le montagne sono diventate molto più verde, principalmente per l'estate insolitamente umido negli ultimi anni.

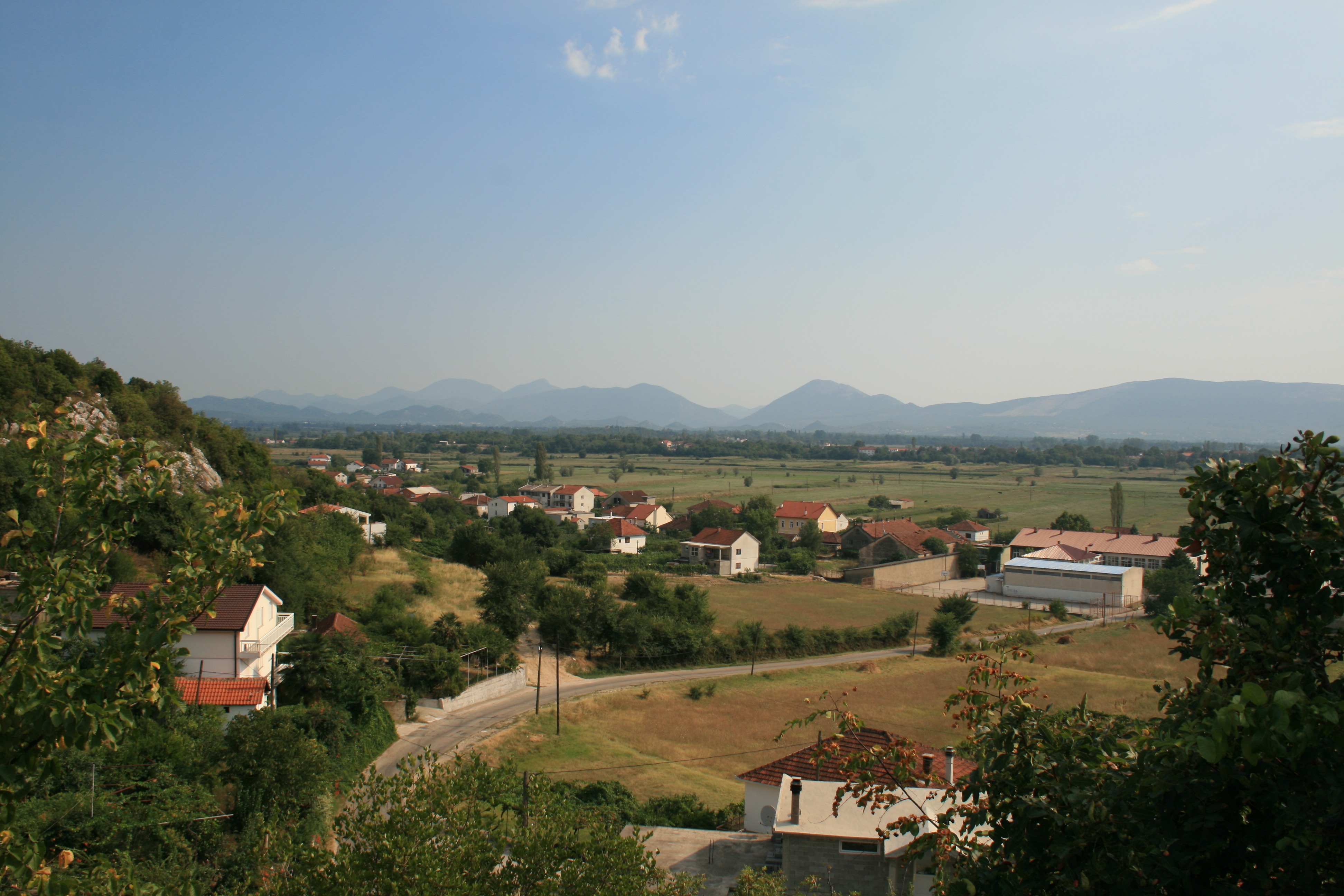
Il paesaggio vicino a Vitina

La prateria si estende per circa 10 000 ettari e ci sono 16 000 ettari di boschi, dominati da latifoglie quali querce, carpini e frassini. Il punto più alto del territorio comunale è la montagna Vrlosin (959 m).

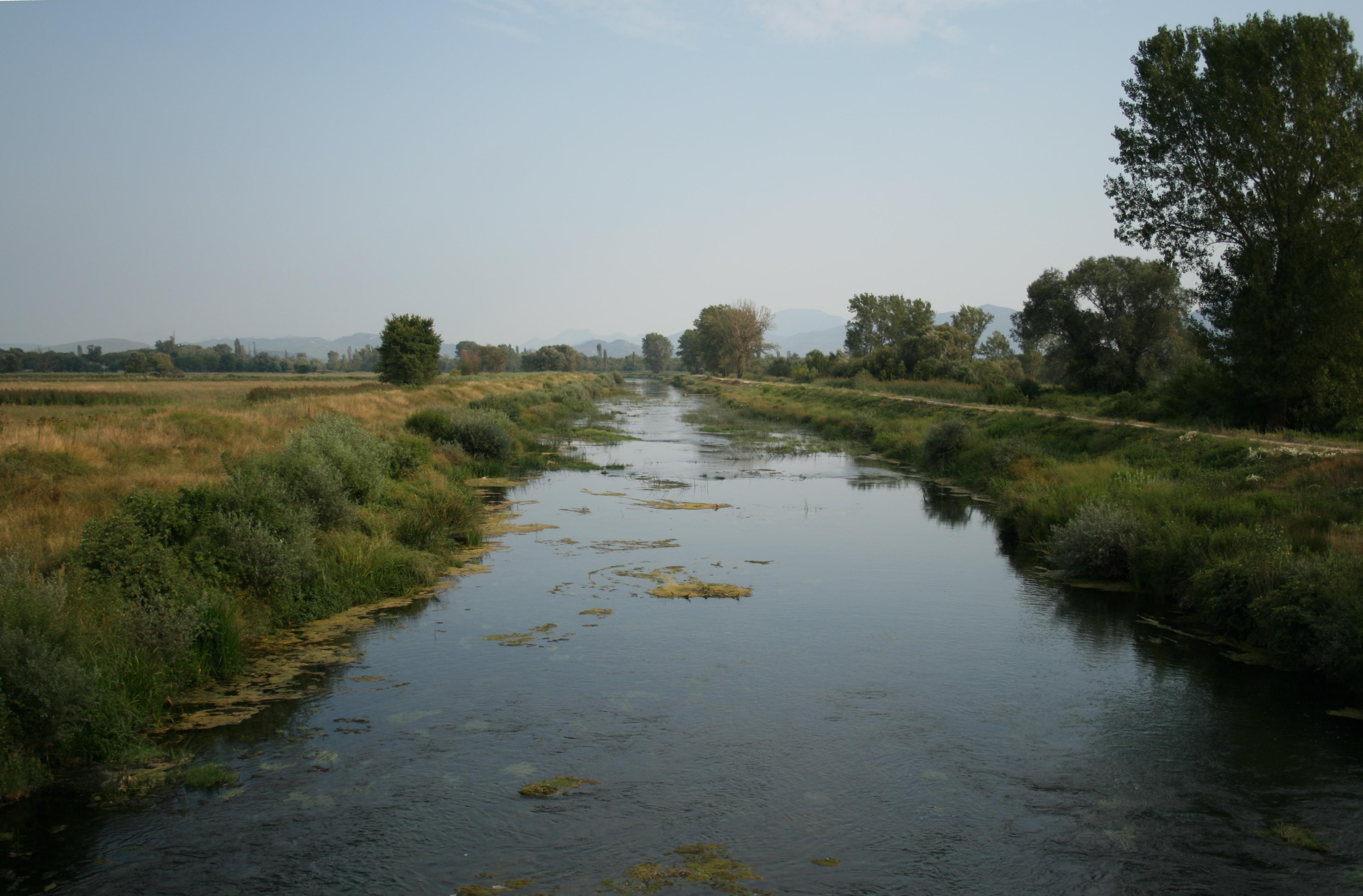
Il fiume Trebižat

Il fornitore principale di acqua è il fiume Trebižat, che sorge nel comune di Grude nella località di Peć-Mlini al confine con la Croazia. Dopo un corso lungo 50 km - per la maggior parte attraverso il territorio comunale di Ljubuški - il Trebižat sfocia nella Narenta. Il fiume è ricco di pesci e anguille e ha molte rapide e cascate. Noti sono le cascate Kravica nel villaggio Studenci e la cascata Koćuša nel villaggio Veljaci. Quanto riguarda l'origine del nome Trebižat (liberamente tradotto: fuggire tre volte) ci sono due teorie. Secondo l'opinione popolare il nome è stato scelto siccome il fiume nel suo corso per tre volte scompare sotto la superficie e riappare poco dopo. L'altra opinione è che questo sia un vecchio termine italiano per l'anguilla (trebizatto).

### Clima
Il clima di Ljubuški più è temperato che nel resto della Bosnia ed Erzegovina. La temperatura media annua è 15,2 °C a una media di 2600 ore di sole all'anno. Il mese più caldo e secco è agosto, mentre quello più freddo e umido è gennaio.

## Località
La municipalità di Ljubuški è composta dalle seguenti 35 località:
| - Bijača - Cerno - Crnopod - Crveni Grm - Dole - Grab - Grabovnik | - Gradska - Greda - Grljevići - Hardomilje - Hrašljani - Humac - Kašće | - Klobuk - Lipno - Lisice - Ljubuški - Miletina - Mostarska Vrata - Orahovlje | - Otok - Pregrađe - Proboj - Prolog - Radišići - Stubica - Studenci | - Šipovača - Teskera - Vašarovići - Veljaci - Vitina - Vojnići - Zvirići |

## Popolazione

### Composizione etnica
Secondo l'ultimo censimento del 1991 la città aveva un totale di 28 340 abitanti. Divisi per nazionalità i residenti in Ljubuški sono stati 26 127 (92,19%) croati, 1592 (5,61%) bosgnacchi e 65 (0,22%) serbi. 227 (0,80%) dei residenti si sono identificati come jugoslavi e addirittura 329 (1,16%) hanno dichiarato di appartenere a un altro gruppo etnico.

## Società

### Religione
Come al giorno d'oggi in tutta la Bosnia ed Erzegovina, così anche in Ljubuški l'impegno religioso è strettamente legato all'appartenenza etnica. Di conseguenza, il cattolicesimo tra i croati e l'Islam tra i bosgnacchi sono le uniche due religioni che sono presenti a Ljubuški. La Chiesa cattolica è dominante in tutta la contea, mentre in tre dei 35 località comunali ci sono anche moschee islamiche. Tre sono situate nella città di Ljubuški, una è situata nel villaggio Gradska (300 abitanti), ed un'altra a Vitina, quale però fu devastata nel 1993.